# Chevrolet Biscayne
Chevrolet Biscayne — американский полноразмерный автомобиль, выпускавшийся подразделением корпорации GM Chevrolet как модель с 1958 по 1972 год (в Канаде автомобили под этим именем продавались до 1975 модельного года включительно). Занимал положение бюджетной модели начального ценового диапазона среди полноразмерных Chevrolet.

## История
В 1958 году существовавшие на тот момент серии автомобилей Chevrolet были переименованы, модель Chevrolet 150 стала Chevrolet Delray, а Chevrolet 210 — Chevrolet Biscayne. Название самой дорогой модели Chevrolet Bel Air было сохранено.
На следующий год модель Delray была снята с производства, и Biscaine оказался самым дешёвым и скромно оборудованным серийным Chevrolet в модельном ряду, включавшем Chevrolet Bel Air как модель среднего ценового диапазона и располагавшийся ещё на ступеньку выше Chevrolet Impala.
Модель производилась преимущественно для таксомоторных компаний, хотя некоторое количество автомобилей продавалось и индивидуальным покупателям, которые ценили простор и комфорт полноразмерного автомобиля, но не нуждались в «излишних» отделке, динамике и престижности более дорогих комплектаций. Основными двигателями были рядные шестёрки, но некоторые автомобили в 1960-е годы оснащались и V8, а в 1970-е годы они стали достаточно популярны (в эти годы на одну шестицилиндровую машину этой модели приходилось в среднем 4,5 восьмицилиндровых).
Гидравлический усилитель рулевого управления стал стандартным оборудованием в 1970 году, а автоматическая коробка передач — в середине 1971. Автомобиль модернизировался параллельно с родственными Chevrolet Bel Air и Chevrolet Impala. Крупные модернизации пришлись на 1961, 1965 и 1971 годы. В 1972 году производство ставшей непопулярной модели было прекращено.

## Biscayne Fleetmaster
Только в 1960 модельном году предлагалась модификация Fleetmaster, адаптированная для работы в такси. Она имела более дешёвую и практичную обивку салона, на ней были удалены такие детали, как прикуриватель, подлокотники дверей, противосолнечный козырек со стороны пассажира. Отделка хромом была преимущественно заменена окраской под цвет кузова. Автомобиль был доступен в виде двух- и четырёхдверного седана. Кроме того, для полиции и любителей тюнинга предлагался ряд мощных двигателей и соответствующих трансмиссий.
Производство Biscayne Fleetmaster для рынка США закончилось в 1972 году, однако модель выпускалась в Канаде до 1975 года.